# لاشمت (ویرجینیای غربی)

لاشمت، ویرجینیای غربی

لاشمت(به انگلیسی: Lashmeet) شهری در ایالت ویرجینیای غربی کشور ایالات متحده آمریکا است که جمعیت آن در سرشماری سال ۲۰۱۰ میلادی، ۴۷۹ نفر بوده‌است.